# Acanthophis
Acanthophis is een geslacht van zeven soorten slangen uit de familie koraalslangachtigen (Elapidae).

## Naam en indeling
De wetenschappelijke naam van de groep werd voor het eerst voorgesteld door François Marie Daudin in 1803. Er zijn acht soorten, inclusief de pas in 2015 beschreven soort Acanthophis cryptamydros.

## Uiterlijke kenmerken
De bekendste soort wordt wel doodsadder genoemd, maar ondanks deze naam behoren ze dus niet tot de familie adders (Viperidae). Wel hebben ze uiterlijk enige gelijkenis vanwege het korte, dikke lichaam, de driehoekige kop en verticale pupil. Ook de schubbenpatronen lijkt wat op dat van adders.

## Leefwijze
Deze slangen loeren op hun prooi vanuit een hinderlaag, waarbij ze zich vrijwel volledig bedekken met de ondergrond, zoals zand of bladeren. Alleen de kop steekt nog deels uit, maar is vanwege de goede camouflage moeilijk te zien. Met de staartpunt, die bij de kop wordt gehouden, worden kronkelige bewegingen gemaakt waardoor deze lijkt op een levende worm. Een vogel of insectenetend knaagdier dat de staartpunt aanziet voor een maaltje wordt als deze te dichtbij komt razendsnel door de slang gebeten. Het gif is neurotoxisch en werkt in op het zenuwstelsel, waardoor de ademhaling en uiteindelijk de pompfunctie van het hart worden stilgelegd.

## Verspreiding en habitat
De slangen komen voor in delen van zuidoostelijk Azië en leven in de landen Indonesië, Papoea-Nieuw-Guinea en Australië. In Australië komen de soorten voor in de deelstaten New South Wales, Noordelijk Territorium, Queensland, Zuid-Australië, Victoria en West-Australië. De habitat bestaat uit tropische en subtropische scrublands, tropische en subtropische droge bossen, savannen, graslanden en vochtige tropische en subtropische laaglandbossen. Ook in door de mens aangepaste streken zoals akkers, weilanden, plantages en landelijke tuinen kunnen de dieren worden aangetroffen.

## Beschermingsstatus
Door de internationale natuurbeschermingsorganisatie IUCN is aan alle soorten een beschermingsstatus toegewezen. Zes soorten worden beschouwd als 'veilig' (Least Concern of LC) en twee soorten als 'kwetsbaar' (Vulnerable of VU).

## Soorten
Het geslacht omvat de volgende soorten, met de auteur en het verspreidingsgebied.
| Naam                                 | Auteur                                        | Verspreidingsgebied | Beschermingsstatus |
| ------------------------------------ | --------------------------------------------- | ------------------- | --- |
| Doodsadder (Acanthophis antarcticus) | Shaw, 1802                                    |                     | Papoea-Nieuw-Guinea, Australië (New South Wales, Noordelijk Territorium, Queensland, Zuid-Australië, Victoria, West-Australië) |
| Acanthophis cryptamydros             | Maddock, Ellis, Doughty, Smith & Wüster, 2015 |                     | Australië (West-Australië) |
| Acanthophis hawkei                   | Wells & Wellington, 1985                      |                     | Australië (Queensland) |
| Acanthophis laevis                   | Macleay, 1878                                 |                     | Indonesië, Papoea-Nieuw-Guinea                                                                                                 |
| Acanthophis praelongus               | Ramsay, 1877                                  |                     | Indonesië, Papoea-Nieuw-Guinea, Australië (Noordelijk Territorium, Queensland, West-Australië)                                 |
| Acanthophis pyrrhus                  | Boulenger, 1898                               |                     | Australië (Noordelijk Territorium, Queensland, Zuid-Australië, West-Australië)                                                 |
| Acanthophis rugosus                  | Loveridge, 1948                               |                     | Indonesië, Australië (Noordelijk Territorium, West-Australië, Queensland)                                                      |
| Acanthophis wellsi                   | Hoser, 1998                                   |                     | Australië (West-Australië) |